# (79138) Mansfeld
(79138) Mansfeld est un astéroïde de la ceinture principale.

## Description
(79138) Mansfeld est un astéroïde de la ceinture principale. Il fut découvert le 13 septembre 1991 à Tautenburg par Freimut Börngen et Lutz Dieter Schmadel. Il présente une orbite caractérisée par un demi-grand axe de 2,39 UA, une excentricité de 0,23 et une inclinaison de 1,7° par rapport à l'écliptique.
Il est nommé d'après la ville de Mansfeld (Allemagne).